# كسانثي
كسانثي: (باليونانية: Ξάνθη)، (بالإنجليزية: Xanthi)، (بالتركية: İskeçe)، مدينة يونانية تقع في شمال شرق البلاد ضمن منطقة مقدونيا الشرقية وتراقيا الإدارية، وهي مركز مقاطعة مقاطعة تحمل نفس الاسم ضمن هذه المنطقة الإدارية.

## الموقع والسكان
تقع المدينة على ارتفاع 80 متر عن مستوى سطح البحر في الجزء الشمالي الغربي من السهل التراقي عند التقائه بأقدام جبال رودوب. يمر بها نهر كسانثيس الذي ينبع شمالاً من هذه الجبال.
تبعد كسانثي مسافة 19 كيلومتر عن الشاطىْ الشمالي لبحر إيجة، ومسافة 200 كيلومتر عن سالونيك. يبلغ عدد سكان المدينة حوالي 55 ألف نسمة.

## التاريخ
تعود أولى الوثائق التي تذكر المدينة إلى القرون الوسطى في الفترة البيزنطية وبالتحديد عام 879 م. عندما ذكرت بأنها مستوطنة زراعية صغيرة تحت اسم كسانثيا (Xantheia). على الرغم من صغر حجمها أصبحت كسانثي مركزاً لمنطقة تراقيا الغربية أثناء فترة الحرب الأهلية البيزنطية بين الإمبراطور يوهانيس كانتاكوزينيس وعائلة باليولوغوس.
في عام 1264 م. أقام فيها الإمبراطور ميخائيل الثامن مع جيشه طوال فصل الشتاء. استولى عليها العثمانيون عام 1361 وتحت حكمهم أصبحت حامية عسكرية ومركز تجاري مهم على الطريق إلى القسطنطينية.
مرت المدينة بفترة من الازدهار بدءاً من عام 1715 م. بسبب تجارة وزراعة التبغ، إذ حاز التبغ المزروع حول المدينة على شهرة واسعة أوروبياً، استمرت المدينة بالازدهار طوال القرن التاسع عشر على الرغم من حدوث هزتين أرضيتين مدمرتين ومن دلالات ازدهار المدينة وقتها وجود قنصليات لـأوستريا-هنغاريا، فرنسا وإيطاليا فيها.
أصبحت كسانثي تابعة لبلغاريا ككل منطقة تراقيا الغربية بعد الحروب البلقانية (1912-1913) وذلك حسب معاهدة بوخارست، ثم ومنذ عام 1920 انضمت للدولة اليونانية. احتلتها القوات الألمانية والبلغارية مرة أخرى أثناء الحرب العالمية الثانية. شهدت بعد ذلك بعضاً من مراحل الحرب الأهلية اليونانية بين عامي (1944-1949) م.

## المعالم الأساسية
- القلعة البيزنطية (الكاسترو) (Kastro): وتقع على تلة في القسم الشمالي من المدينة، وقد بقي فقط جزء من التحصينات القديمة في الموقع، تعود للفترة البيزنطية وقد بنيت تحسباً لهجمات البلغار.
- المدينة القديمة: تقع أسفل القلعة. تعد المنازل التقليدية الكبيرة أهم ما فيها، يبلغ عدد هذه المنازل حوالي الخمسين أغلبها يعود للقرن التاسع عشر، وهي تعكس فترة الازدهار الاقتصادي الناتج عن تجارة التبغ.
- برج الساعة: بني من قبل العثمانيين ويعود لأواخر القرن التاسع عشر.

## متفرقات
- يوجد في المدينة العديد من أقسام جامعة ديموقريطس تراقيا والتي يقع مركزها في مدينة كوموتيني.
- أهم نادي كرة قدم في المدينة هو سكودا كسانثي أف سي، والذي يلعب في دوري الدرجة الأولى اليوناني.
- يحدث في المدينة سنوياً مهرجانان الأول يدعى كرنافالي (Karnavali) ويحدث في الربيع، والأخر يسمى بالياس بوليس (Palaias Polis) بمعنى (المدينة القديمة) ويجري في أيلول/سبتمبر.
- ما زالت تعيش في المدينة أقلية مسلمة أغلبها من الأتراك، مع وجود أقليات عرقية أخرى مثل الأرمن، الغجر والبوماك، تعرف المدينة بسبب هذا التعدد ذلك بلقب "مدينة الألوان الألف"
- ما زالت المدينة تحتفظ بنظام الـمحلة (Mahala) التركي الذي كانت تعيش ضمنه كل عرقية في حي خاص بها، إذ يعيش المسلمون ضمن حي في شمال المدينة، الأرمن في مركز المدينة واليونانيون في باقي الأحياء.